# ジュゼッペ・パンカロ
ジュゼッペ・パンカロ（Giuseppe Pancaro, 1971年8月26日 - ）は、イタリア・コゼンツァ出身の元同国代表サッカー選手、現サッカー指導者。現役時代のポジションはDF。
安定感と体力のある左サイドバックで、攻守両面での高い運動量による貢献度で知られていた。

## 経歴

### 初期
1988年、セリエDのFCカルチョ・アクリでデビューした。その後、トリノFCへ移籍するが1試合も出場せず、1991年にセリエC2のアヴェッツァーノ・カルチョに移籍した。

### カリアリ
1992年、セリエAのカリアリ・カルチョへ完全移籍を果たした。最初の2シーズンはなかなか出番が得られず計10試合の出場に留まったが、1994-95シーズンからはレギュラーの座を確立。最終的に5シーズンで99試合に出場した。UEFAカップ1993-94にも出場し、最終的に優勝するインテルナツィオナーレ・ミラノとの準決勝のホームでの第1レグでは決勝点を決めたが、2戦合計3-5で敗れた。

### ラツィオ
1997年にSSラツィオに移籍した。加入直後からレギュラーを務め、スクデット、コッパ・イタリア、スーペルコッパ・イタリアーナ、UEFAカップウィナーズカップ、UEFAスーパーカップなど、多くのタイトルを獲得しクラブの黄金期を支えた。

### ミラン
2003年、デメトリオ・アルベルティーニとのトレードでACミランに移籍した。加入後すぐにレギュラーを掴み、1シーズン目でセリエA優勝に貢献した。特にアウェーのブレシア・カルチョ戦では、素晴らしい決勝点を記録した。2004-05シーズンにはUEFAチャンピオンズリーグの決勝にも進出したが、リヴァプールFCを相手に3-0から同点に追いつかれ、PK戦で負けを喫した。

### 晩年
2005年、ACFフィオレンティーナに移籍。。その後、古巣のトリノFCに復帰し、2007年に引退した。

## 代表歴
サッカーイタリア代表では、1999年4月28日のクロアチア戦でデビューを飾ると、以降2005年までの間に19試合に出場した。しかしメジャー大会に召集された事は無く、EURO2004では予備登録メンバー26人に含まれていたが怪我で出場できなかった。

## 指導歴
ダリオ・マルコリンの下セリエB・モデナFCのアシスタントコーチとして指導者デビュー。マルコリンの解任時に他のスタッフと共に辞任した。
2014年6月よりレガ・プロに降格したSSユーヴェ・スタビアの、2015年7月16日からカルチョ・カターニアの監督をそれぞれ務めた。
2018年3月6日、USカタンザーロの指揮官として招聘された。しかし同年5月22日に解任されることが発表された。
2019年6月28日、USピストイエーゼ1921の監督に就任した。

## 人物
元ショーガールのヴィンチェンツァ・カカーチェと結婚しており、2005年12月に生まれた息子リッカルドと、2009年1月に生まれた娘バージニアの二子がいる。

## タイトル
ラツィオ
- セリエA : 1999-00
- コッパ・イタリア : 1997-98, 1999-00
- スーペルコッパ・イタリアーナ : 1998, 2000
- UEFAカップウィナーズカップ : 1998-99
- UEFAスーパーカップ : 1999
- アムステルダム・トーナメント : 1999

ミラン
- セリエA : 2003-04
- スーペルコッパ・イタリアーナ : 2004
- UEFAスーパーカップ : 2003